# Yan Frenkel
Yan Abrámovich Frénkel (ruso: Ян Абрамович Френкель ) (21 de noviembre de 1920, Kiev - 25 de agosto de 1989, Riga, URSS [actualmente capital de Letonia) fue un popular compositor e intérprete soviético.

## Biografía
Frenkel nació en Kiev, Ucrania. Inicialmente su padre le enseñó el violín, y más tarde estudió violín clásico en la Academia Nacional de Música de Ucrania Chaikovski con Yákov Magaziner. Durante la Segunda Guerra Mundial fue evacuado a Oremburgo, donde ingresó en la Escuela Militar Antiaérea, y tocó el violín en la orquesta del Cine Avrora. En 1942, sirvió en primera línea y resultó herido. Después del hospital, desde 1943 tocó en la orquesta militar. Después de la guerra, desde 1946 vivió en Moscú, donde escribió arreglos orquestales y tocó el violín en pequeñas orquestas.
Comenzó a componer canciones en la década de 1960. Su primera fue la canción Gody ('Los años'), escrita en letra de Mark Lisianski. Durante su carrera posterior trabajó en colaboración con muchos poetas soviéticos prominentes, incluidos Mijaíl Tánich, Ígor Shaferán, y el equipo de los poetas Konstantín Vanshenkin y su esposa Inna Goff. Gracias al cantante Mark Bernés, su canción Zhuravlí ('Las grullas', letra de Rasul Gamzátov) se convirtió en un gran éxito. Frenkel dio conciertos en los que interpretó su propia música. Durante estos conciertos, la audiencia generalmente participaba. Sus canciones se incluyeron en el repertorio de muchos artistas soviéticos. Él también apareció en la película Los justicieros inasibles, para el cual compuso la banda sonora.
Yan Frenkel murió el 5 de agosto de 1989 en Riga (como se presagiaba en su canción Ávgust ('Agosto') con la letra de Inna Goff). 